# 마코 대퍼
마코 대퍼(Marco Dapper, 1983년 7월 9일 ~ )는 미국의 배우이다.